# Бенґт Маґнуссон
Бенґт Маґнуссон (швед. Bengt Magnusson; невідомо — 1236/1237) — середньовічний шведський єпископ, син Маґнуса Міннешельда та Інґрід Ільви, брат, серед інших, ярла Біргера.
Бенґт Маґнуссон змінив свого брата (або зведеного брата) Карла Маґнуссона після того, як він загинув у хрестовому поході в Прибалтиці, на посаді єпископа Лінчепінга між 1220 і 1236 роками. Він взяв на себе ініціативу розширити собор Лінчепінга до кафедрального собору, який був першою готичною будівлею Швеції, крім тоо, він освятив церкву Святої Марії (нині кафедральний собор) у Вісбю в 1225 році.
Кафедральна капітула Лінчепінга, найстаріша соборна капітул Швеції, була заснована з дозволу Папи Римського 1232 року за часів єпископа Бенґта.

## Діти
- Маґнус Бенґтссон, у 1247-1263 роках був закономовцем в Естерйотланді, і приставом у замку Кальмар, помер 1263 року.